# Championnats d'Europe de gymnastique acrobatique 1980
Navigation
Édition précédente Édition suivante
Les championnats d'Europe de gymnastique acrobatique 1980, troisième édition des championnats d'Europe de gymnastique acrobatique, ont eu lieu en 1980 à Poznań, en Pologne.